# Anastasia Sidorina
Anastasia Sidorina (21 gennaio 2007) è una nuotatrice artistica russa.

## Biografia
Nel marzo del 2025 Sidorina ha ricevuto lo status di atleta neutrale dalla Federazione Internazionale di Nuoto, ciò le ha permesso di tornare a gareggiare a livello internazionale nonostante la squalifica della Russia in seguito alla invasione dell'Ucraina
Ha esordito nella Coppa del Mondo di nuoto artistico l'11 aprile 2025 a Hurghada, in Egitto, concludendo al decimo posto nella duo programma tecnico.

## Palmarès

### Coppa del Mondo
- 2 podi:
  - 1 vittoria (1 nel duo)
  - 1 secondo posto (1 nella gara a squadre)

#### Coppa del mondo - vittorie
| Data           | Luogo    | Paese  | Disciplina |
| -------------- | -------- | ------ | ---------- |
| 12 aprile 2025 | Soma Bay | Egitto | Duo libero |